# Население Чувашии
Численность населения республики по данным Росстата составляет 1 159 768 чел. (2025). Плотность населения — 63,23 чел./км2 (2025). Городское население — 
65,36 % (2022).

## Численность населения
| 1926       | 1928       | 1931       | 1933       | 1937       | 1959       | 1970       | 1979       | 1987       | 1989       |
| ---------- | ---------- | ---------- | ---------- | ---------- | ---------- | ---------- | ---------- | ---------- | ---------- |
| 888 960    | ↗903 300   | ↗909 100   | ↗958 500   | ↗1 023 958 | ↗1 097 859 | ↗1 223 675 | ↗1 292 486 | ↗1 330 000 | ↗1 336 066 |
| 1990       | 1991       | 1992       | 1993       | 1994       | 1995       | 1996       | 1997       | 1998       | 1999       |
| ↗1 337 182 | ↗1 339 822 | ↗1 344 014 | ↗1 347 818 | ↘1 345 489 | ↘1 345 431 | ↘1 343 966 | ↘1 341 946 | ↘1 339 194 | ↘1 338 819 |
| 2000       | 2001       | 2002       | 2003       | 2004       | 2005       | 2006       | 2007       | 2008       | 2009       |
| ↘1 334 219 | ↘1 327 743 | ↘1 313 754 | ↘1 311 737 | ↘1 304 984 | ↘1 299 306 | ↘1 292 236 | ↘1 286 239 | ↘1 282 567 | ↘1 279 359 |
| 2010       | 2011       | 2012       | 2013       | 2014       | 2015       | 2016       | 2017       | 2018       | 2019       |
| ↘1 251 619 | ↘1 250 518 | ↘1 247 012 | ↘1 243 431 | ↘1 239 984 | ↘1 238 071 | ↘1 236 628 | ↘1 235 863 | ↘1 231 117 | ↘1 223 395 |
| 2020       | 2021       | 2022       | 2023       | 2024       | 2025       |            |            |            |            |
| ↘1 217 818 | ↘1 186 909 | ↘1 183 908 | ↘1 173 177 | ↘1 167 061 | ↘1 159 768 |            |            |            |            |

## Демография
| Рождаемость (число родившихся на 1000 человек населения) | Рождаемость (число родившихся на 1000 человек населения) | Рождаемость (число родившихся на 1000 человек населения) | Рождаемость (число родившихся на 1000 человек населения) | Рождаемость (число родившихся на 1000 человек населения) | Рождаемость (число родившихся на 1000 человек населения) | Рождаемость (число родившихся на 1000 человек населения) | Рождаемость (число родившихся на 1000 человек населения) | Рождаемость (число родившихся на 1000 человек населения) |
| 1970                                                     | 1975                                                     | 1980                                                     | 1985                                                     | 1990                                                     | 1995                                                     | 1996                                                     | 1997                                                     | 1998                                                     |
| -------------------------------------------------------- | -------------------------------------------------------- | -------------------------------------------------------- | -------------------------------------------------------- | -------------------------------------------------------- | -------------------------------------------------------- | -------------------------------------------------------- | -------------------------------------------------------- | -------------------------------------------------------- |
| 18,3                                                     | ↘18,2                                                    | ↘17,3                                                    | ↗18,6                                                    | ↘15,7                                                    | ↘10,2                                                    | ↘10                                                      | ↘9,4                                                     | ↗9,8                                                     |
| 1999                                                     | 2000                                                     | 2001                                                     | 2002                                                     | 2003                                                     | 2004                                                     | 2005                                                     | 2006                                                     | 2007                                                     |
| ↘8,9                                                     | ↗9,1                                                     | ↘8,9                                                     | ↗9,7                                                     | ↗10,1                                                    | ↗10,5                                                    | ↘10,1                                                    | ↗10,3                                                    | ↗11,6                                                    |
| 2008                                                     | 2009                                                     | 2010                                                     | 2011                                                     | 2012                                                     | 2013                                                     | 2014                                                     |                                                          |                                                          |
| ↗11,7                                                    | ↗12,6                                                    | ↗12,9                                                    | →12,9                                                    | ↗14                                                      | →14                                                      | ↘13,9                                                    |                                                          |                                                          |

| Смертность (число умерших на 1000 человек населения) | Смертность (число умерших на 1000 человек населения) | Смертность (число умерших на 1000 человек населения) | Смертность (число умерших на 1000 человек населения) | Смертность (число умерших на 1000 человек населения) | Смертность (число умерших на 1000 человек населения) | Смертность (число умерших на 1000 человек населения) | Смертность (число умерших на 1000 человек населения) | Смертность (число умерших на 1000 человек населения) |
| 1970                                                 | 1975                                                 | 1980                                                 | 1985                                                 | 1990                                                 | 1995                                                 | 1996                                                 | 1997                                                 | 1998                                                 |
| ---------------------------------------------------- | ---------------------------------------------------- | ---------------------------------------------------- | ---------------------------------------------------- | ---------------------------------------------------- | ---------------------------------------------------- | ---------------------------------------------------- | ---------------------------------------------------- | ---------------------------------------------------- |
| 8,9                                                  | ↗9,9                                                 | ↗10,7                                                | ↘10,6                                                | ↘10,1                                                | ↗13                                                  | ↘12,4                                                | ↘12,3                                                | ↘11,7                                                |
| 1999                                                 | 2000                                                 | 2001                                                 | 2002                                                 | 2003                                                 | 2004                                                 | 2005                                                 | 2006                                                 | 2007                                                 |
| ↗13,3                                                | ↗13,8                                                | ↗14,1                                                | ↗14,8                                                | ↗15,3                                                | ↘14,9                                                | ↗15,2                                                | ↘14,7                                                | ↘14,5                                                |
| 2008                                                 | 2009                                                 | 2010                                                 | 2011                                                 | 2012                                                 | 2013                                                 | 2014                                                 |                                                      |                                                      |
| ↘14,4                                                | ↘13,7                                                | ↗14,5                                                | ↘13,5                                                | ↘13,3                                                | ↘13,2                                                | ↗13,3                                                |                                                      |                                                      |

| Естественный прирост населения (на 1000 человек населения, знак (-) означает естественную убыль населения) | Естественный прирост населения (на 1000 человек населения, знак (-) означает естественную убыль населения) | Естественный прирост населения (на 1000 человек населения, знак (-) означает естественную убыль населения) | Естественный прирост населения (на 1000 человек населения, знак (-) означает естественную убыль населения) | Естественный прирост населения (на 1000 человек населения, знак (-) означает естественную убыль населения) | Естественный прирост населения (на 1000 человек населения, знак (-) означает естественную убыль населения) | Естественный прирост населения (на 1000 человек населения, знак (-) означает естественную убыль населения) | Естественный прирост населения (на 1000 человек населения, знак (-) означает естественную убыль населения) | Естественный прирост населения (на 1000 человек населения, знак (-) означает естественную убыль населения) |
| 1970 | 1975 | 1980 | 1985 | 1990 | 1995 | 1996 | 1997 | 1998 |
| --- | --- | --- | --- | --- | --- | --- | --- | --- |
| 9,4 | ↘8,3 | ↘6,6 | ↗8 | ↘5,6 | ↘−2,8 | ↗−2,4 | ↘−2,9 | ↗−1,9 |
| 1999 | 2000 | 2001 | 2002 | 2003 | 2004 | 2005 | 2006 | 2007 |
| ↘−4,4 | ↘−4,7 | ↘−5,2 | ↗−5,1 | ↘−5,2 | ↗−4,4 | ↘−5,1 | ↗−4,4 | ↗−2,9 |
| 2008 | 2009 | 2010 | 2011 | 2012 | 2013 | 2014 | | |
| ↗−2,7 | ↗−1,1 | ↘−1,6 | ↗−0,6 | ↗0,7 | ↗0,8 | ↘0,6 | | |

| Ожидаемая продолжительность жизни при рождении (число лет) | Ожидаемая продолжительность жизни при рождении (число лет) | Ожидаемая продолжительность жизни при рождении (число лет) | Ожидаемая продолжительность жизни при рождении (число лет) | Ожидаемая продолжительность жизни при рождении (число лет) | Ожидаемая продолжительность жизни при рождении (число лет) | Ожидаемая продолжительность жизни при рождении (число лет) | Ожидаемая продолжительность жизни при рождении (число лет) | Ожидаемая продолжительность жизни при рождении (число лет) |
| 1990                                                       | 1991                                                       | 1992                                                       | 1993                                                       | 1994                                                       | 1995                                                       | 1996                                                       | 1997                                                       | 1998                                                       |
| ---------------------------------------------------------- | ---------------------------------------------------------- | ---------------------------------------------------------- | ---------------------------------------------------------- | ---------------------------------------------------------- | ---------------------------------------------------------- | ---------------------------------------------------------- | ---------------------------------------------------------- | ---------------------------------------------------------- |
| 70,3                                                       | ↘70                                                        | ↘69,3                                                      | ↘66,9                                                      | ↘66,2                                                      | →66,2                                                      | ↗67,2                                                      | ↗67,6                                                      | ↗68,7                                                      |
| 1999                                                       | 2000                                                       | 2001                                                       | 2002                                                       | 2003                                                       | 2004                                                       | 2005                                                       | 2006                                                       | 2007                                                       |
| ↘66,9                                                      | ↘66,4                                                      | ↘66                                                        | ↘65,8                                                      | ↗65,9                                                      | ↗66,3                                                      | ↗66,4                                                      | ↗67                                                        | ↗67,4                                                      |
| 2008                                                       | 2009                                                       | 2010                                                       | 2011                                                       | 2012                                                       | 2013                                                       |                                                            |                                                            |                                                            |
| ↗67,8                                                      | ↗69                                                        | ↘68,5                                                      | ↗69,7                                                      | ↗70,3                                                      | ↗70,8                                                      |                                                            |                                                            |                                                            |

## Возрастно-половой состав
По данным переписи 2002 года по сравнению с переписью 1989 года — возрастная структура населения изменилась в сторону увеличения доли лиц старше трудоспособного возраста (17,6 % в 1989 и 19,6 % в 2002) и уменьшения лиц моложе трудоспособного возраста (26,9 и 19,9 % соответственно). Доля лиц трудоспособного возраста увеличилась в целом по республике с 55,5 % в 1989 году до 60,3 % в 2002 году.
Половая структура населения характеризуется преобладанием женщин, причем наблюдается тенденция снижения доли женщин в общей численности населения. Так, по данным переписи населения 1959 года эта доля составляла 57,3 %, а по переписи 2002 года — 53,7 %. Таким образом, наблюдается процесс выравнивания соотношении мужчин и женщин.
Соотношение мужчин и женщин (данные Росстат)
| Год  | Количество женщин на 1000 мужчин |
| ---- | -------------------------------- |
| 2005 | 1153                             |
| 2010 | 1151                             |
| 2011 | 1149                             |
| 2012 | 1148                             |
| 2013 | 1146                             |
| 2014 | 1145                             |
| 2015 | 1141                             |
| 2016 | 1139                             |
| 2017 | 1138                             |

## Миграция
Уменьшение численности населения Чувашии идёт не только за счёт естественного движения (рождаемости и смертности), но и за счёт миграции населения. Основными регионами выбытия населения Чувашии являются Москва и Московская область, Нижегородская область, Ульяновская область.
Национальный состав прибывающих в Чувашию из регионов России характеризуется приблизительно равным количеством чувашей и русских.

## Национальный состав
По доле титульного населения (чуваши) республика уступает только республикам северного Кавказа (Дагестан, Чечня, Ингушетия) и республике Тыва. 
|                           | 1939 чел. | %        | 1959 чел. | %        | 1989 чел. | %        | 2002 чел. | % от всего | % от указав- ших нацио- наль- ность | 2010 чел. | % от всего | % от указав- ших нацио- наль- ность |
| ------------------------- | --------- | -------- | --------- | -------- | --------- | -------- | --------- | ---------- | ----------------------------------- | --------- | ---------- | ----------------------------------- |
| всего                     | 1076810   | 100,00 % | 1097859   | 100,00 % | 1338023   | 100,00 % | 1313754   | 100,00 %   |                                     | 1251619   | 100,00 %   |                                     |
| Чуваши                    | 777202    | 72,18 %  | 770351    | 70,17 %  | 906922    | 67,78 %  | 889268    | 67,69 %    | 67,87 %                             | 814750    | 65,10 %    | 67,70 %                             |
| Русские                   | 241386    | 22,42 %  | 263692    | 24,02 %  | 357120    | 26,69 %  | 348515    | 26,53 %    | 26,60 %                             | 323274    | 25,83 %    | 26,86 %                             |
| Татары                    | 29007     | 2,69 %   | 31357     | 2,86 %   | 35689     | 2,67 %   | 36379     | 2,77 %     | 2,78 %                              | 34214     | 2,73 %     | 2,84 %                              |
| Мордва                    | 22512     | 2,09 %   | 23863     | 2,17 %   | 18686     | 1,40 %   | 15993     | 1,22 %     | 1,22 %                              | 13014     | 1,04 %     | 1,08 %                              |
| Украинцы                  | 3629      | 0,34 %   | 3837      | 0,35 %   | 7302      | 0,55 %   | 6422      | 0,49 %     | 0,49 %                              | 4707      | 0,38 %     | 0,39 %                              |
| Марийцы                   | 397       | 0,04 %   | 755       | 0,07 %   | 3799      | 0,28 %   | 3542      | 0,27 %     | 0,27 %                              | 3648      | 0,29 %     | 0,30 %                              |
| Белорусы                  | 648       | 0,06 %   | 1113      | 0,10 %   | 2198      | 0,16 %   | 1881      | 0,14 %     | 0,14 %                              | 1417      | 0,11 %     | 0,12 %                              |
| Армяне                    | 108       | 0,01 %   | 142       |          | 318       | 0,02 %   | 1261      | 0,10 %     | 0,10 %                              | 1290      | 0,10 %     | 0,11 %                              |
| Азербайджанцы             | 41        | 0,00 %   | 181       |          | 422       | 0,03 %   | 857       | 0,07 %     | 0,07 %                              | 891       | 0,07 %     | 0,07 %                              |
| Таджики                   | 9         | 0,00 %   |           |          | 135       | 0,01 %   | 383       | 0,03 %     | 0,03 %                              | 644       | 0,05 %     | 0,05 %                              |
| Цыгане                    | 42        | 0,00 %   | 58        | 0,01 %   | 452       | 0,03 %   | 701       | 0,05 %     | 0,05 %                              | 602       | 0,05 %     | 0,05 %                              |
| Узбеки                    | 47        | 0,00 %   | 129       |          | 210       | 0,02 %   | 356       | 0,03 %     | 0,03 %                              | 565       | 0,05 %     | 0,05 %                              |
| Молдаване                 | 15        | 0,00 %   | 68        | 0,01 %   | 250       | 0,02 %   | 359       | 0,03 %     | 0,03 %                              | 461       | 0,04 %     | 0,04 %                              |
| Немцы                     | 322       | 0,03 %   | 291       | 0,03 %   | 376       | 0,03 %   | 520       | 0,04 %     | 0,04 %                              | 404       | 0,03 %     | 0,03 %                              |
| Удмурты                   | 66        | 0,01 %   | 76        | 0,01 %   | 558       | 0,04 %   | 453       | 0,03 %     | 0,03 %                              | 332       | 0,03 %     | 0,03 %                              |
| Евреи                     | 545       | 0,05 %   | 1003      | 0,09 %   | 690       | 0,05 %   | 393       | 0,03 %     | 0,03 %                              | 317       | 0,03 %     | 0,03 %                              |
| Башкиры                   | 53        | 0,00 %   |           |          | 280       | 0,02 %   | 318       | 0,02 %     | 0,02 %                              | 295       | 0,02 %     | 0,02 %                              |
| Грузины                   | 100       | 0,01 %   | 108       | 0,01 %   | 151       | 0,01 %   | 405       | 0,03 %     | 0,03 %                              | 240       | 0,02 %     | 0,02 %                              |
| Казахи                    | 84        | 0,01 %   | 67        | 0,01 %   | 194       | 0,01 %   | 240       | 0,02 %     | 0,02 %                              | 190       | 0,02 %     | 0,02 %                              |
| Греки                     | 16        | 0,00 %   |           |          | 199       | 0,01 %   | 200       | 0,02 %     | 0,02 %                              | 166       | 0,01 %     | 0,01 %                              |
| другие                    | 513       | 0,05 %   | 752       | 0,07 %   | 2061      | 0,15 %   | 1854      | 0,14 %     | 0,14 %                              | 2129      | 0,17 %     | 0,18 %                              |
| указали национальность    | 1076742   | 99,99 %  | 1097843   | 100,00 % | 1338012   | 100,00 % | 1310300   | 99,74 %    | 100,00 %                            | 1203550   | 96,16 %    | 100,00 %                            |
| не указали национальность | 68        | 0,01 %   | 16        | 0,00 %   | 11        | 0,00 %   | 3454      | 0,26 %     |                                     | 48069     | 3,84 %     |                                     |

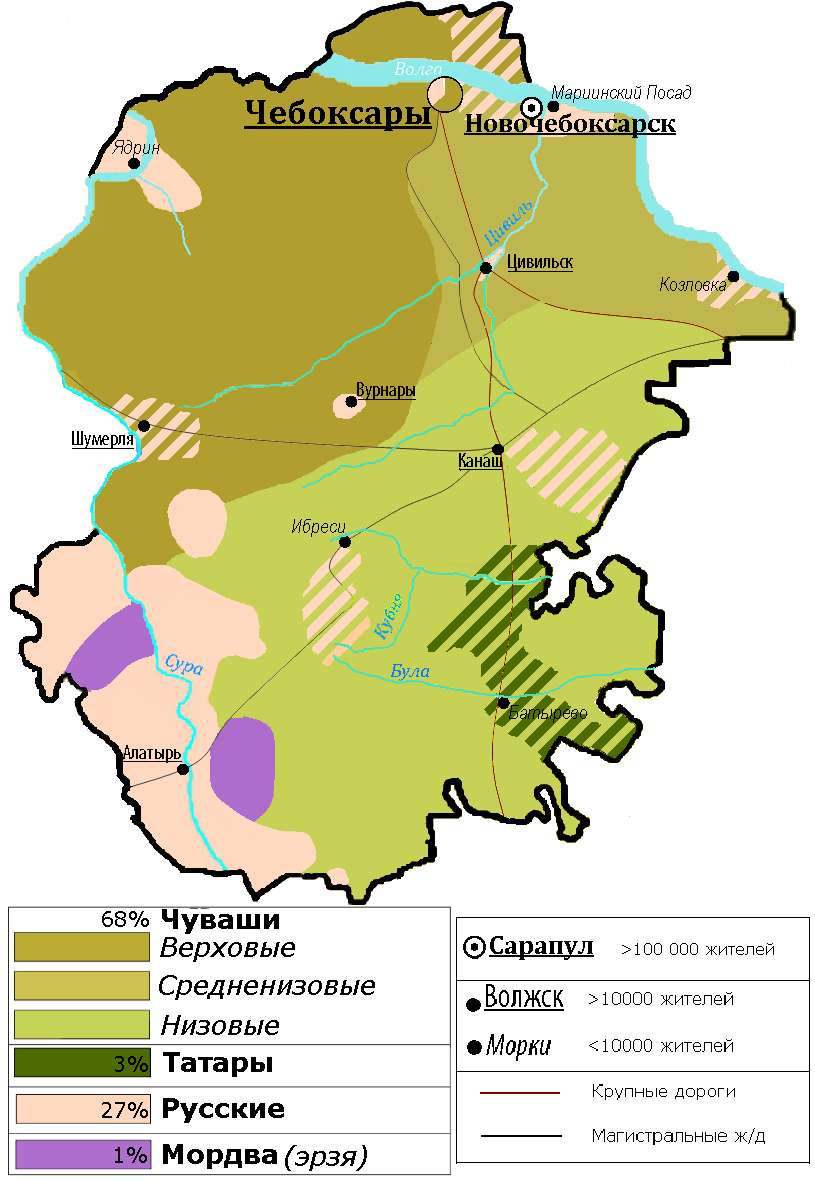
Этническая карта Чувашии
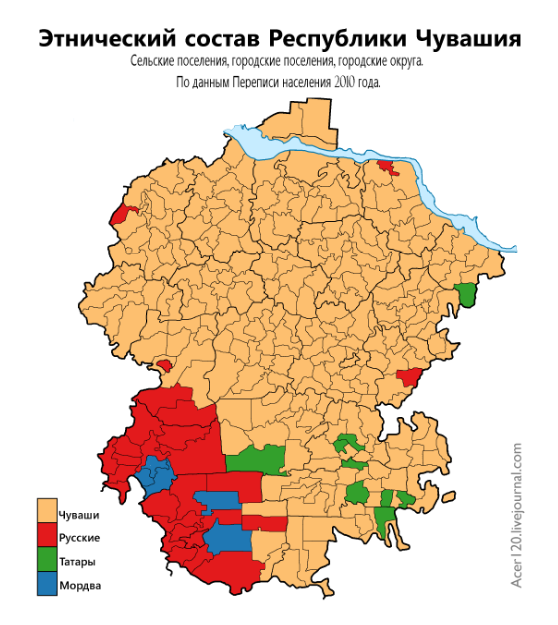
Этнический состав Республики Чувашия по городским и сельским поселениям, перепись 2010 г.
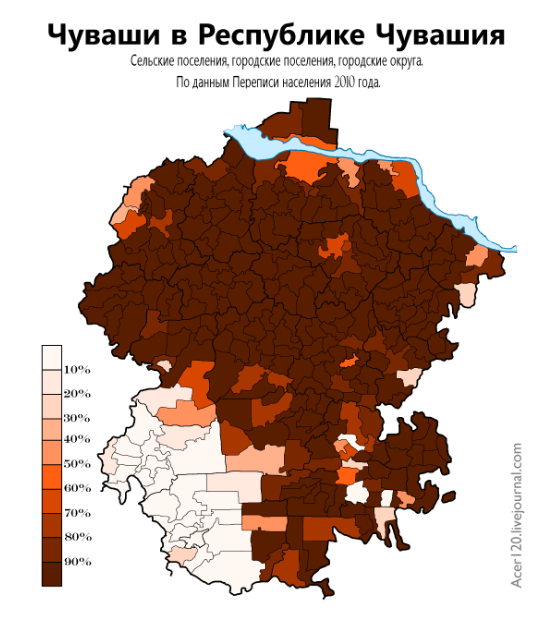
Чуваши в Республике Чувашия по городским и сельским поселениям,  в %, перепись 2010 г.
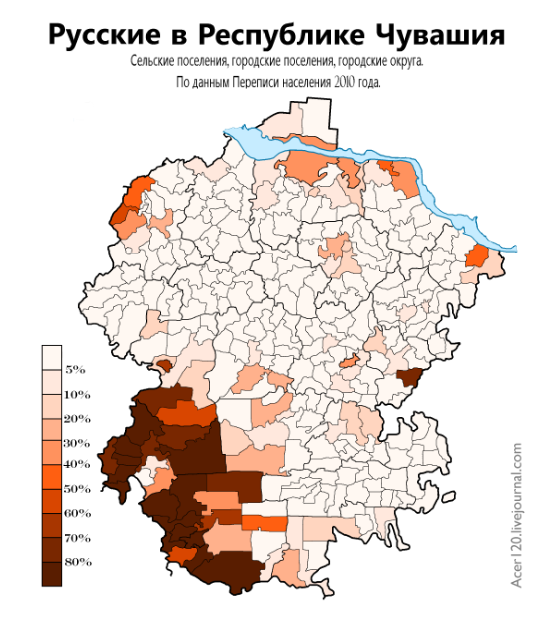
Русские в Республике Чувашия по городским и сельским поселениям,  в %, перепись 2010 г.
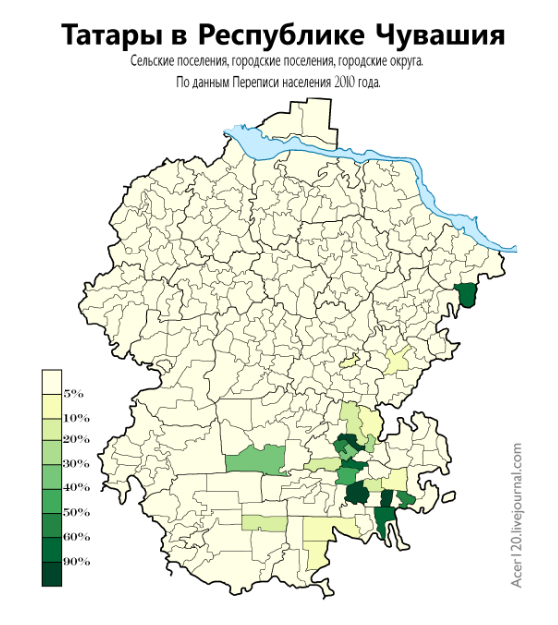
Татары в Республике Чувашия по городским и сельским поселениям,  в %, перепись 2010 г.
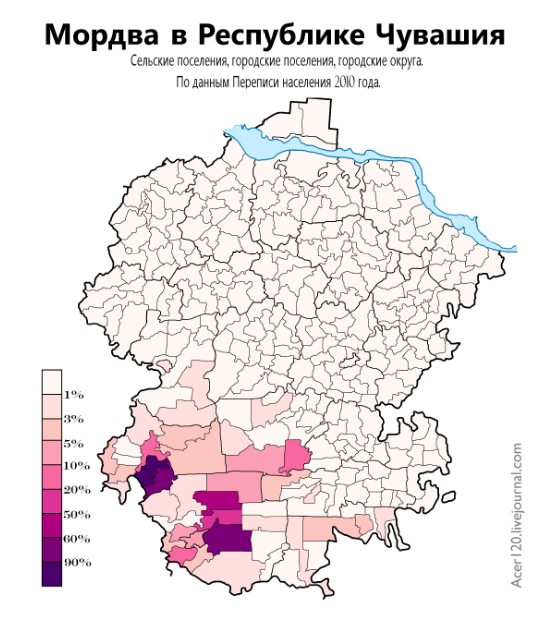
Мордва в Республике Чувашия по городским и сельским поселениям,  в %, перепись 2010 г.

#### Татары
Татары компактно проживают в Батыревском, Комсомольском, Шемуршинском и Яльчикском районах. В Чувашии 24 татарских, 5 смешанных населённых пунктов. Имеется 19 школ с преподаванием татарского языка, 24 мечети (на 1997). Работают Всетатарский общественный центр Чувашии (Чебоксары, с 1992), Татарский общественно-культурный центр Чувашии (с. Шыгырдан Батыревского района, с 1993). Издаётся газета «Вакыт (газета Чувашии)» (с 1996). Выступают Татарский народный театр (д. Полевые Бикшики Батыревского района, с 1965), фольклорно-эстрадный ансамбль «Мишар» (с. Урмаево Комсомольского района).

## Языки
Владение языками в Чувашской Республике, по данным переписи 2020—2021 годов (языки, владение которыми указали 0,1 % или более от количества указавших владение каким-либо языком):
| Язык                            | Всё население | Всё население                                         | Городское население | Городское население                                   | Сельское население | Сельское население                                    |
| Язык                            | человек       | % от указавших владение языком / % от всего населения | человек             | % от указавших владение языком / % от всего населения | человек            | % от указавших владение языком / % от всего населения |
| ------------------------------- | ------------- | ----------------------------------------------------- | ------------------- | ----------------------------------------------------- | ------------------ | ----------------------------------------------------- |
| Русский                         | 1 098 953     | 99,30 % / 92,59 %                                     | 679 061             | 99,39 % / 89,59 %                                     | 419 892            | 99,15 % / 97,89 %                                     |
| Чувашский                       | 478 480       | 43,23 % / 40,31 %                                     | 174 210             | 25,50 % / 22,98 %                                     | 304 270            | 71,85 % / 70,94 %                                     |
| Английский                      | 50 101        | 4,53 % / 4,22 %                                       | 39 196              | 5,74 % / 5,17 %                                       | 10 905             | 2,58 % / 2,54 %                                       |
| Татарский                       | 26 489        | 2,39 % / 2,23 %                                       | 6160                | 0,90 % / 0,81 %                                       | 20 329             | 4,80 % / 4,74 %                                       |
| Немецкий                        | 10 970        | 0,99 % / 0,92 %                                       | 7179                | 1,05 % / 0,95 %                                       | 3791               | 0,90 % / 0,88 %                                       |
| Мордовский                      | 4740          | 0,43 % / 0,40 %                                       | 1872                | 0,27 % / 0,25 %                                       | 2868               | 0,68 % / 0,67 %                                       |
| Французский                     | 1807          | 0,16 % / 0,15 %                                       | 1496                | 0,22 % / 0,20 %                                       | 311                | 0,07 % / 0,07 %                                       |
| Украинский                      | 1746          | 0,16 % / 0,15 %                                       | 1402                | 0,21 % / 0,19 %                                       | 344                | 0,08 % / 0,08 %                                       |
| Марийский                       | 1669          | 0,15 % / 0,14 %                                       | 1305                | 0,19 % / 0,17 %                                       | 364                | 0,09 % / 0,09 %                                       |
| Русский жестовый язык           | 1443          | 0,13 % / 0,12 %                                       | 940                 | 0,14 % / 0,12 %                                       | 503                | 0,12 % / 0,12 %                                       |
| Всего указавших владение языком | 1 106 732     | 100,00 % / 93,24 %                                    | 683 243             | 100,00 % / 90,14 %                                    | 423 489            | 100,00 % / 98,73 %                                    |
| Не указавших владение языками   | 80 177        | — % / 6,76 %                                          | 74 743              | — % / 9,86 %                                          | 5434               | — % / 1,27 %                                          |
| Итого                           | 1 186 909     | — % / 100,00 %                                        | 757 986             | — % / 100,00 %                                        | 428 923            | — % / 100,00 %                                        |

В 1920-е годы на чувашском языке преподавание велось как в сельских, так и в городских школах. Исключением являлись районы, населённые преимущественно нечувашским населением. К 1939 году было русифицировано делопроизводство на уровне сельсоветов, которое велось до этого на чувашском. Вплоть до федеральной реформы образования 1958 года в сельских школах Чувашии до 8-го класса обучение шло на чувашском языке. В июле 1960 года правительство Чувашской АССР приняло постановление «О переходе к обучению учащихся в V–VIII классах на русском языке и мерах по улучшению изучения русского языка и литературы в чувашских школах», после которого обучение на чувашском языке стало возможным лишь в начальных классах. Последовавшие десятилетия отрицательно сказались на роли чувашского языка в самосознании чувашского народа. По мнению чувашских ученых, в Чувашской Республике сложилась особая языковая ситуация, которая отличается тем, что, «хотя представители титульной национальности составляют внушительное большинство в населении республики, значительная её часть охвачена процессом русификации и не идентифицирует себя как носителей чувашского языка», отмечая при этом, что такая русификация является добровольной и связана она прежде всего с низким статусом чувашского языка в обществе и неясностью перспектив его практического использования. Между 1959 и 2010 годами, из-за длительной русификации, доля чувашей, считающих родным язык своей этнической группы, сократилась с 90,8 % до 71,0 %. По данным Всероссийской переписи населения с 2002 по 2010 годы количество людей, владеющих чувашским языком в России, сократилось на 300 тысяч человек. По классификации ЮНЕСКО, чувашский язык является уязвимым.

## Общая карта
Легенда карты (при наведении на метку отображается реальная численность населения):
|  | Более 100 000 чел.       |
|  | от 10 000 до 50 000 чел. |
|  | от 5000 до 10 000 чел.   |
|  | от 3000 до 5000 чел.     |
|  | от 1100 до 3000 чел.     |